# Томулешть (Джурджу)
Томулешть, Томулешті (рум. Tomulești) — село у повіті Джурджу в Румунії. Входить до складу комуни Топору.
Село розташоване на відстані 62 км на південний захід від Бухареста, 28 км на захід від Джурджу.

## Населення
За даними перепису населення 2002 року у селі проживали 890 осіб, з них 887 осіб (99,7%) румунів. Рідною мовою 887 осіб (99,7%) назвали румунську.